# Palazzo Orsini di Gravina
Il palazzo Orsini di Gravina è un elegante esempio di architettura rinascimentale di derivazione toscana e romana a Napoli; dal 1936 è la sede centrale della Facoltà d'Architettura dell'Università degli Studi "Federico II".

## Storia

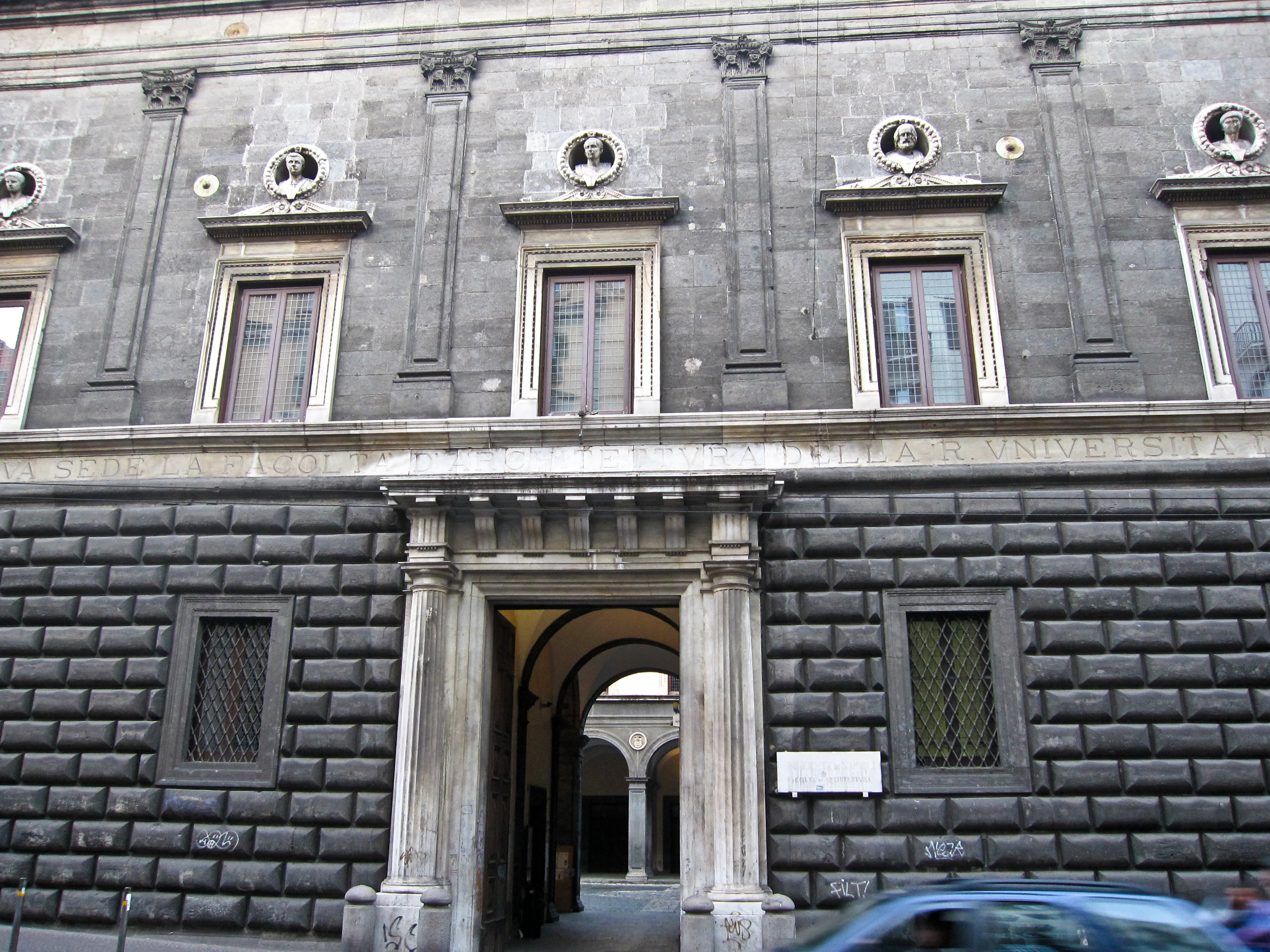
Particolare dell'ingresso

Le origini dell'edificio risalgono al 1513, quando Ferdinando Orsini, duca di Gravina in Puglia, acquistò, per poco più di cento ducati, un terreno di proprietà della basilica di Santa Chiara. È un palazzo gemello al palazzo ducale degli Orsini di Gravina posizionato in Piazza della Repubblica a Gravina in Puglia. 
Il progetto fu affidato al noto architetto partenopeo Gabriele d'Agnolo, attivo nella prima metà del XVI secolo. Nel 1528, durante l'edificazione del palazzo, il Duca venne graziato da Carlo V d'Asburgo, affinché l'immobile non venisse confiscato da Filiberto di Chalon, che all'epoca era il viceré del Regno di Napoli. Tra il 1548 e il 1549 Giovanni Francesco Di Palma effettuò alcuni disegni delle targhe marmoree della famiglia Orsini e alcune imposte e finestre del fabbricato; nel frattempo venne completato il tetto, mentre, con la morte del duca, il palazzo passò agli esponenti della famiglia Orsini.

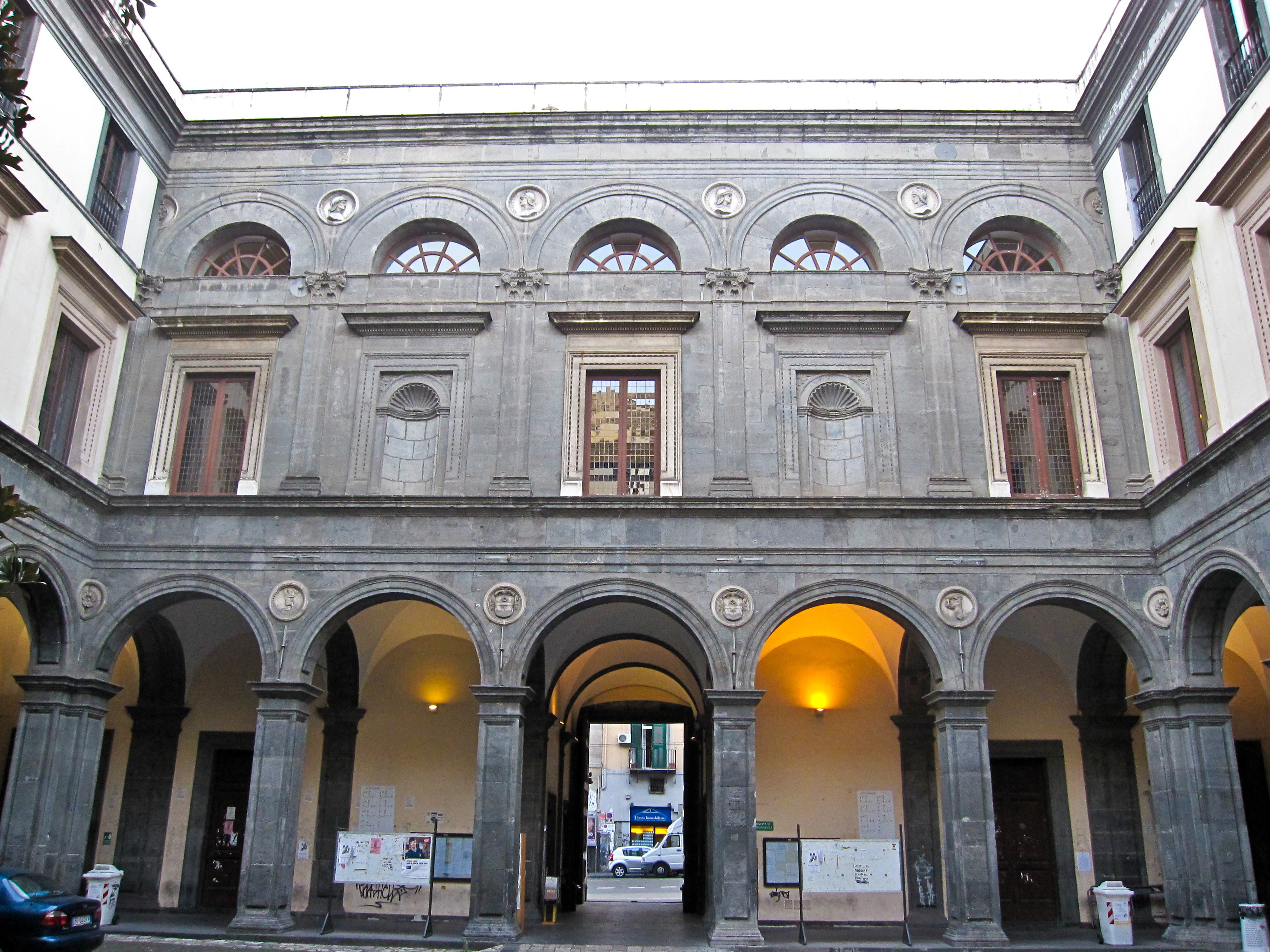
Controfacciata del palazzo

Dopo questi passaggi di proprietà immobiliare a vari esponenti della casata (1672), il palazzo arrivò nelle mani di Domenico Orsini, che lo ebbe solamente dopo la rinuncia del fratello papa Benedetto XIII; costui, al secolo si chiamò Pietro Francesco Orsini e vestiva con abiti religiosi domenicani.
Nel 1742 Benedetto Orsini, cardinale e ambasciatore del Re in Vaticano, fece realizzare alcuni restauri-abbellimenti affidando i lavori all'architetto Mario Gioffredo che produsse il pregevole portale d'ingresso; tra il 1765 e il 1781 le sale sia del piano ammezzato che del nobile furono affrescate da un gran numero di importanti pittori locali come Francesco De Mura, Giuseppe Bonito, Fedele Fischetti, Jacopo Cestaro, Crescenzo Gamba, Alessio D'Elia, Gaetano Magri e Nicola Antonio Alfano (pagina 5592). Nel 1799 il palazzo venne requisito dai francesi per farne l'abitazione del generale Thiébault.

Il XIX secolo fu un periodo poco felice per l'edificio, poiché venne espropriato ed acquistato dal conte dei Camaldoli Giulio Cesare Ricciardi. Questi affidò la ristrutturazione quasi completa del fabbricato all'architetto Nicola d'Apuzzo, che trasformò radicalmente la struttura, tanto da subire le critiche degli intellettuali dell'epoca, le quali non frenarono però il Ricciardi e il suo addetto ai lavori, avendo anche il nulla osta da Ferdinando II delle Due Sicilie e dal Consiglio Edilizio. In questa serie di trasformazioni furono aperte delle botteghe nella facciata principale, rompendone così la continuità originale, vennero eliminati i busti sulle finestre per realizzare balconi ed il complesso venne appesantito con la realizzazione del secondo piano.

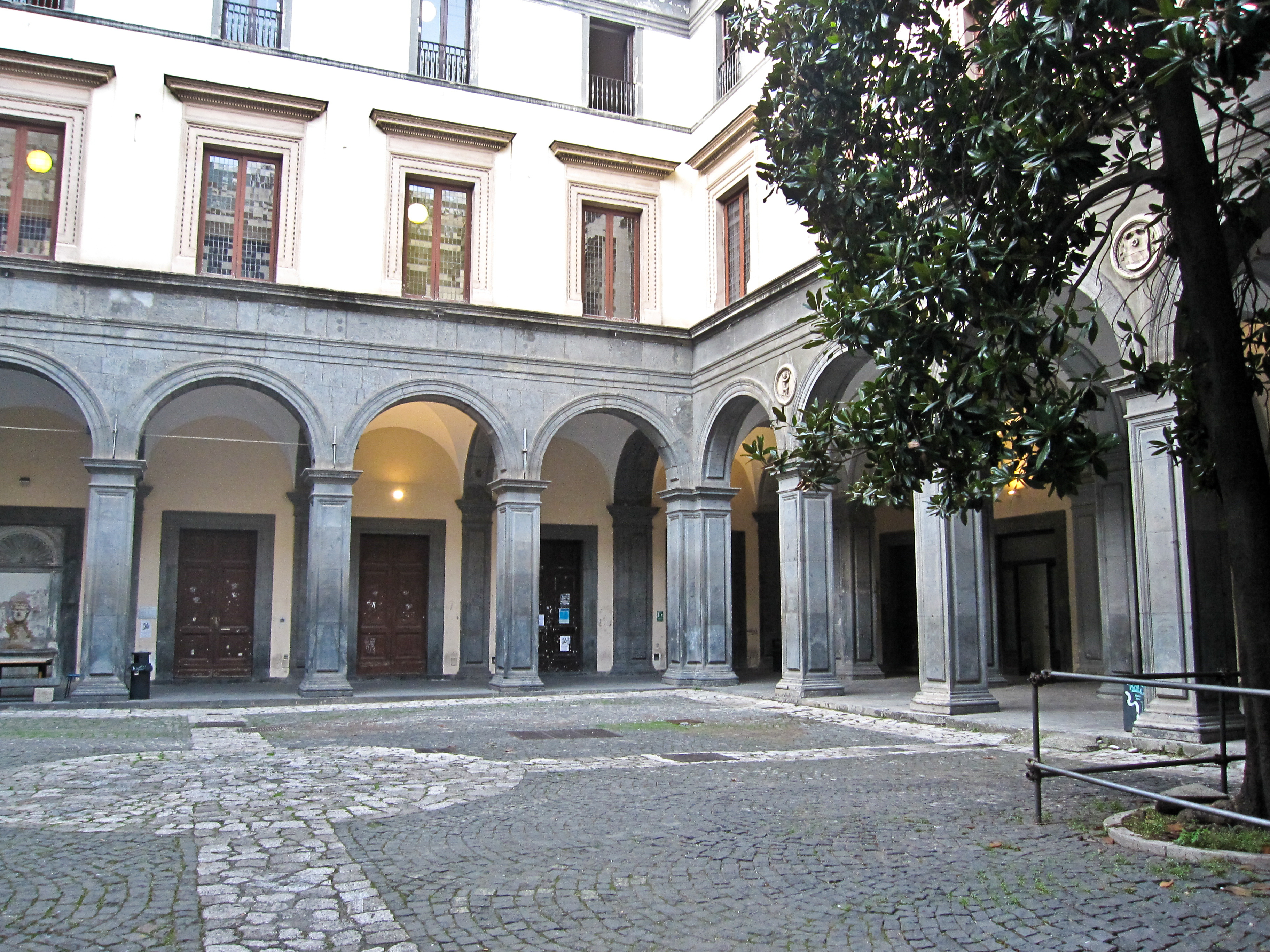
Il cortile interno del palazzo

Il 15 maggio 1848 venne distrutto da un incendio che creò non pochi danni alle strutture: l'anno successivo fu necessario ricostruirlo affidando i progetti a Gaetano Genovese e all'ingegnere del regno Benedetto Lopez-Suarez. L'intervento mirava ad un utilizzo pubblico, infatti, il Genovese alterò definitivamente la planimetria aggiungendo il quarto lato e rivestì in piperno i basamenti delle facciate laterali, inoltre vennero ricostruite le scale, ecc.
Prima dell'Unità d'Italia divenne sede dell'ufficio delle tasse. Dopo l'unificazione fu adibito ad ufficio postale. In quel periodo vi lavorarono due grandi personalità del primo Novecento napoletano: la scrittrice Matilde Serao come telegrafista, prima di diventare un'importante scrittrice e giornalista a fianco di Eduardo Scarfoglio; E. A. Mario, che lavorava presso lo sportello delle raccomandate prima di diventare un notissimo paroliere in Italia e fuori, scrivendo tra l'altro La canzone del Piave.
Nel 1933 fu nuovamente restaurato da Alberto Calza Bini, coadiuvato da Vittorio Amicarelli all'epoca ancora studente della neonata facoltà di Architettura e da Camillo Guerra, come strutturista, che provvide al rinforzo delle fondamenta realizzando sottofondamenta in calcestruzzo armato; in più, venne eliminato il secondo piano.

## Il palazzo

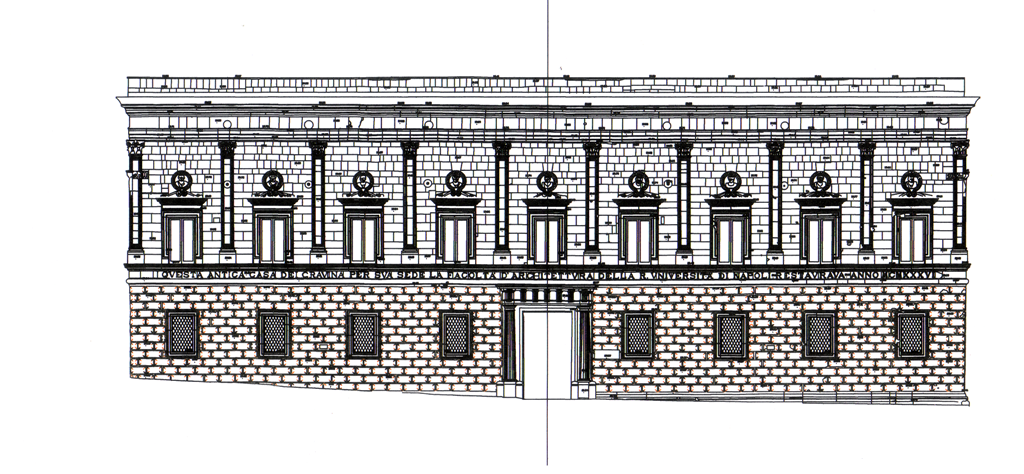
Facciata CAD del palazzo

Il palazzo presenta una planimetria generale quadrangolare che si eleva sul piano nobile e piano terra; della struttura cinquecentesca rimane solamente il lato della facciata che è scandita dal ritmo delle bugne a cuscino del piano terra e dalle lesene composite in piperno, intervallate dalle aperture delle cornici in marmo delle finestre. Su ogni finestra vi è un tondo con il busto degli Orsini realizzati da Vittorio Ghiberti agli inizi del XVI secolo. Nell'interno si nota la controfacciata in piperno e marmo del XVI secolo, mentre, gli altri lati sono d'imitazione. Ancora all'interno sono presenti i resti degli affreschi settecenteschi staccati; infine nel cortile vi è una pregevole fontanella.